# Маарду (деревня)
Ма́арду (эст. Maardu) — деревня в волости Йыэляхтме уезда Харьюмаа, Эстония.

## География и описание
Расположена в 6 километрах к востоку от Таллина. Граничит с одноимённым городом. Высота над уровнем моря — 45 метров.
На севере деревня граничит с шоссе Таллин—Нарва. Через деревню проходит дорога Лагеди—Костивере, в деревне есть автобусная остановка («Maardu mõis»). Ближайшие магазины, школы, детские сады и другие учреждения находятся в посёлках Лоо и Костивере той же волости.
Климат умеренный. Официальный язык — эстонский. Почтовый индекс — 74210.

## Население
По данным переписи населения 2021 года, в Маарду проживали 159 человек, из них 115 (72,3 %) — эстонцы.
По данным переписи населения 2011 года, число постоянных жителей деревни составляло 159 человек, из них 114 (71,7 %) — эстонцы.
Численность населения деревни Маарду:
| Год  | 1959 | 1970  | 1979  | 1989 | 2000  | 2011  | 2017  | 2018  | 2019  | 2020  | 2021  |
| ---- | ---- | ----- | ----- | ---- | ----- | ----- | ----- | ----- | ----- | ----- | ----- |
| Чел. | 180  | ↘ 160 | ↘ 114 | ↘ 95 | ↗ 110 | ↗ 159 | ↘ 143 | ↗ 145 | ↗ 146 | ↘ 144 | ↗ 159 |

## История
Первое упоминание о деревне имеется в Датской поземельной книге 1241 года (Martækilæ). В письменных источниках 1397 года упоминается Mærte — мыза. На немецком языке деревня и мыза назывались Маарт (нем. Maart).
Мыза упоминается в 1397 году в связи с привилегией орденского магистра на территорию полуострова Виймси. В 1497 году по решению арбитража владельцы мызы Маарт (Маарду) были вынуждены уступить бо́льшую часть лесов и дикой природы на полуострове монастырю Святой Бригитты в Пирита. Однако деревни на восточном побережье полуострова остались у мызы Маарт. Территория этой мызы простиралась до современного таллинского микрорайона Мяхе, включая хутора на землях современной деревни Пярнамяэ, будучи, таким образом, довольно близко к мызе Вимс. Мыза Маарт также граничила с землями мызы Сааге (Саха). Рядом с мызой Маарт на юге долгое время сохранялась одноимённая деревня (в 1692 году, например, она упоминается как Mardt Byy), исчезнувшая, возможно, во второй половине XVIII века. В 1920-е годы, в результате национализации, на территории мызы было основано поселение Маарду, которое после 1940-х годов уже было в официальном списке деревень.

## Достопримечательности
На территории деревни находятся:
- мыза Маарду, одно из самых ранних и представительных мызных ансамблей в окрестностях Таллина[14],
- священный лес Маарду[эст.][15],
- священный камень Хийекиви[16],
- группа Маардуских каменных могильников[17].

Название деревни также дано Маардуской  пачке Каллавереской свиты.

## Известные уроженцы
- Эвальд Хермакюла (1941—2000) — эстонский актёр, кино- и театральный постановщик[18].

## Происхождение топонима
Эстонский писатель, языковед, переводчик и историк культуры Яан Йыгевер считает, что основой происхождения топонима Маарт является финское слово ′marto′, в родительном падеже ′marron′ ― «бесплодный», которое также могло стать и личным именем.

## Галерея

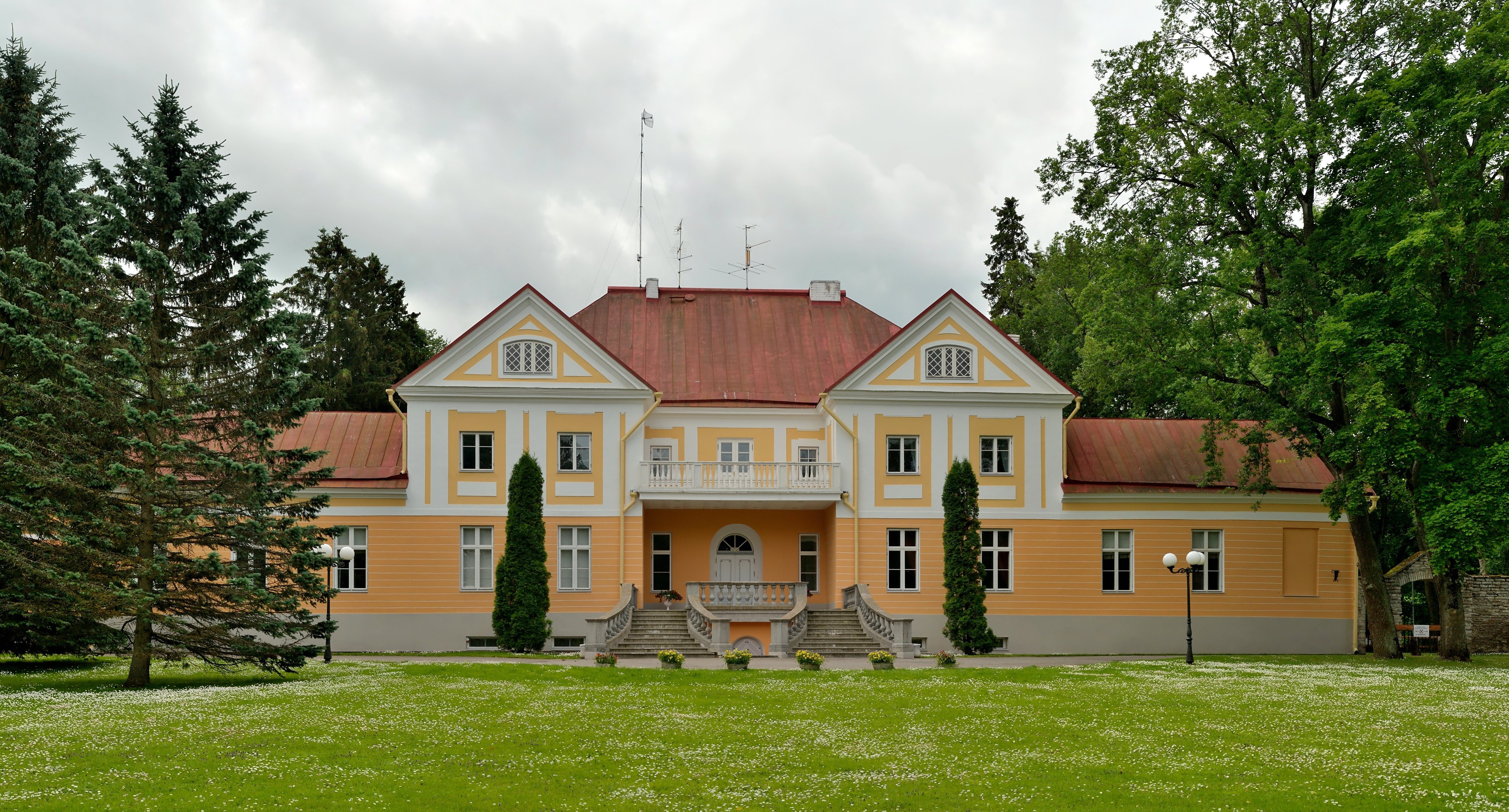
Главное здание мызы Маарт (Маарду)
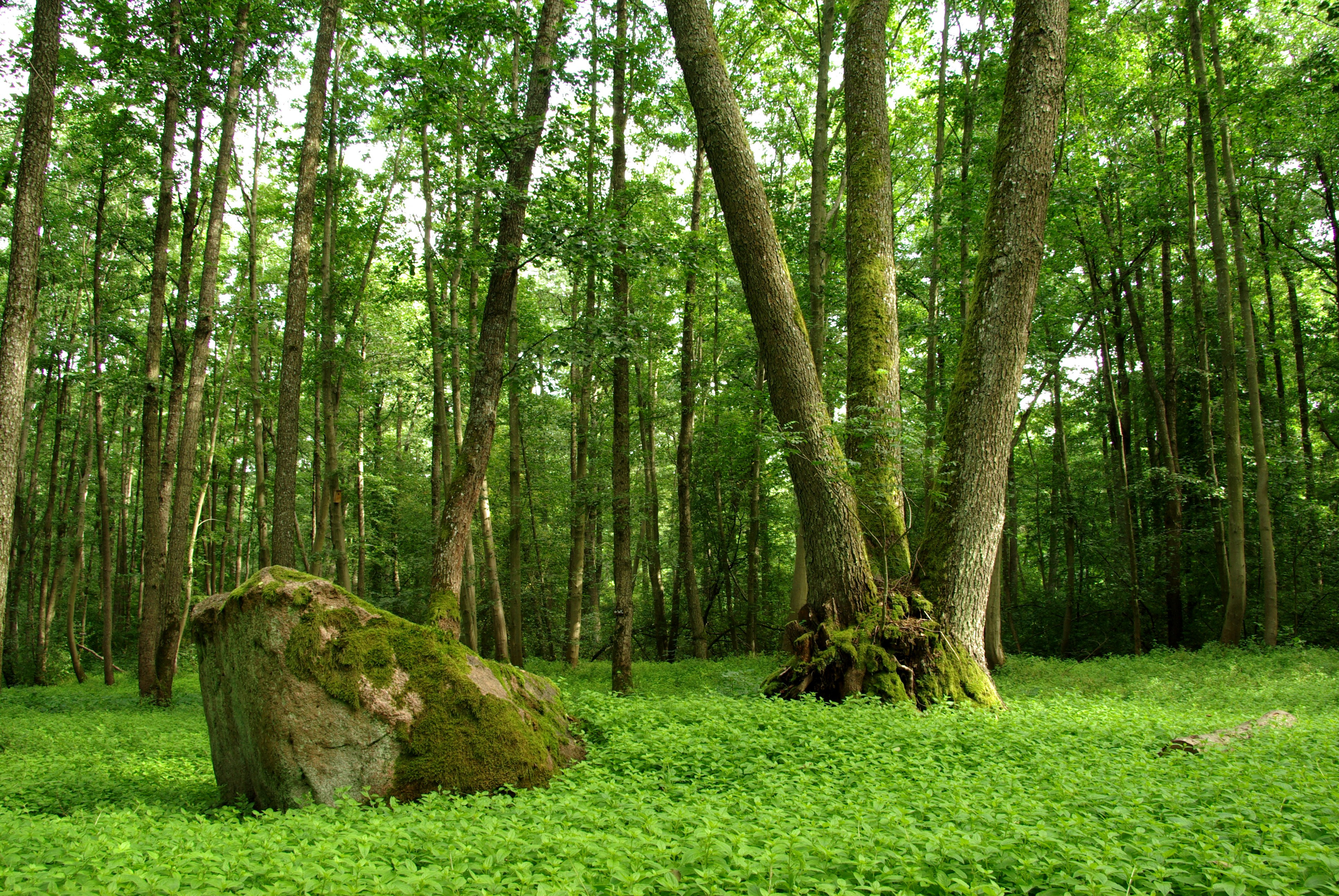
Священный лес Маарду
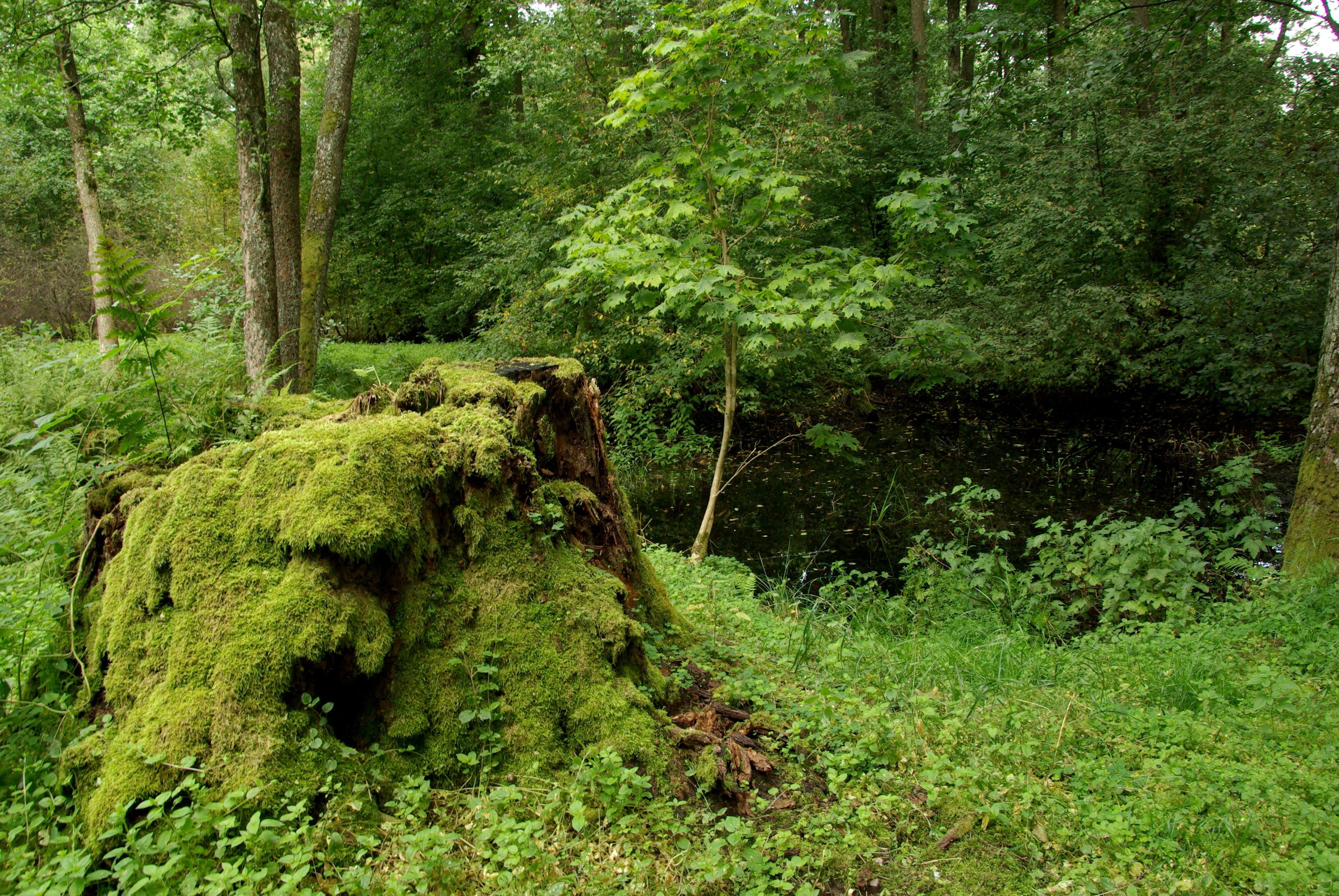
Священный лес Маарду